# Louis Édouard Bureau
Louis Édouard Bureau (* 25 de mayo de 1830 Nantes - 14 de diciembre de 1918, París) fue un médico y botánico francés.
Comenzó sus estudios médicos en Nantes, en 1848, donde fue director del "Muséum de Nantes". Completa su carrera de medicina en París en 1852. En 1872, obtiene un puesto como naturalista asistente en el Muséum national d'histoire naturelle en el Laboratorio de Adolphe Brongniart, reemplazando a Edmond Tulasne.
En 1874, es ratificado en un nuevo puesto gerencial sobre taxonomía. A comienzos de 1875, es director de los herbarios del museo. Fue profesor en el museo de 1874 hasta su retiro en 1905, siendo sucedido por Paul Henri Lecomte.
Bureau fue uno de los fundadores de la Sociedad Entomológica de Francia, siendo su presidente en 1875, 1883, 1902 y 1905.
En 1895 es elegido para la "Academia de Medicina de Francia". De 1895 a 1917, fue miembro del Comité de Trabajos Históricos y Científicos.
Fue contribuyente significativo con el Dictionnaire de Botanique de Henri Ernest Baillon. Escribe los capítulos de Moraceae, incluyendo a las Artocarpeae (tribu de las Artocarpus altilis); del volumen XVII (1873) de Prodromus systematis naturalis regni vegetabilis (Sistema natural preliminar para el Reino vegetal) de Augustin Pyramus de Candolle
Junto con Karl Moritz Schumann, escribe sobre la sección Bignoniaceae del Volumen VIII de Carl Friedrich Philipp von Martius  Flora brasiliensis.
Bureau se interesó particularmente en paleobotánica, haciendo importantes incrementos de los asuntos paleontológicos del museo.
Entre 1910-1914 publica dos volúmenes sobre fósiles de la cuenca del Loire y en 1911, publica un trabajo específicamente sobre la flora del Devónico de allí.

## Honores
- Presidente de la Société Botanique de France, en tres periodos: 1875, 1883, 1902

### Epónimos
- (Ericaceae) Rhododendron bureavii Franch.,[3] del complejo grupo taxonómico de las elepidotas (no escamosos) rhododendrons, se nombró en su honor y se basó en especímenes traídos de China a su colección privada.
- (Bignoniaceae) Tabebuia bureauvii Sandwith[4]
- (Euphorbiaceae) Baloghia bureavii Schltr.[5]
- (Sterculiaceae) Pterygota bureavii Pierre[6]

## Publicaciones
- Monographie des Bignoniacées: ou histoire générale et particulière des plantes qui composent cet ordre naturel, 1864 OCLC 5932136
- Con Adrien René Franchet (1834-1900) Plantes nouvelles du Thibet et de la Chine occidentale : recueillies pendant le voyage de M. Bonvalot et du Prince Henri d'Orléans en 1890, 1891 OCLC 25054778
- De la famille des Loganiacées et des plantes qu'elle fournít a la médecine. 1856
- Notice sur les travaux scientifiques de M. É. Bureau. 1901, 1864
- Révision du genre Catalpa. 1894
- Bassin houiller de la basse Loire. 1910–1914, Études des gîtes minéraux de la France
- Notice sur la géologie de la Loire-Inférieure… avec listes des végétaux fossiles publicado en Nantes et la Loire inférieure, III Imprimerie Grimaud, Nantes (1900), pp. 99–522